# Výměna manželek
Výměna manželek je televizní pořad (reality show), který od roku 2005 vysílá televizní stanice Nova podle předlohy Wife Swap (British TV series). Každého dílu se účastní dvě rodiny, které si za finanční odměnu až 150 000 Kč (v letech 2005–2016 ve výši 50 000 Kč, mezi roky 2016–2023 za částku 100 000 Kč) na 10 dní vymění manželky. Společné soužití v novém prostředí dokumentuje kamera. Na konci pořadu dochází ke konfrontaci účinkujících manželských párů a vzájemné výměně názorů.

## Seznam dílů
| Řada     | Díly | Premiéra           | Premiéra          |
| Řada     | Díly | První díl          | Poslední díl      |
| -------- | ---- | ------------------ | ----------------- |
| 1        | 15   | 5. září 2005       | 12. prosince 2005 |
| 2        | 8    | 10. dubna 2006     | 4. června 2006    |
| 3        | 13   | 11. března 2007    | 3. června 2007    |
| 4        | 8    | 8. března 2009     | 26. dubna 2009    |
| 5        | 10   | 23. března 2012    | 25. května 2012   |
| 6        | 10   | 30. srpna 2013     | 1. listopadu 2013 |
| 7        | 26   | 25. března 2015    | 21. září 2016     |
| 8        | 20   | 28. září 2016      | 19. dubna 2017    |
| 9        | 20   | 3. května 2017     | 28. února 2018    |
| 10       | 20   | 7. března 2018     | 9. ledna 2019     |
| 11       | 20   | 16. ledna 2019     | 8. ledna 2020     |
| 12       | 9    | 15. ledna 2020     | 11. března 2020   |
| 13       | 9    | 26. srpna 2020     | 21. října 2020    |
| 14       | 16   | 6. ledna 2021      | 21. dubna 2021    |
| 15       | 25   | 1. prosince 2021   | 1. června 2022    |
| 16       | 15   | 11. ledna 2023     | 21. června 2023   |
| 17       | 7    | 21. června 2023    | 2. srpna 2023     |
| 18       | 15   | 3. ledna 2024      | 29. května 2024   |
| 19       | 7    | 3. července 2024   | 14. srpna 2024    |
| 20       | 8    | 27. listopadu 2024 | 22. ledna 2025    |
| Speciály | 4    | 3. dubna 2006      | 1. března 2009    |

## Průběh pořadu
Každý díl pořadu Výměna manželek trvá 10 dní a účastní se ho dvě rodiny. Pořad je rozdělen do dvou hlavních fází:
- Příprava na cestu – manželky se balí, představují svou domácnost a rodinu
- Výměna a první fáze (5 dní) – hostující manželka dodržuje pravidla nové rodiny
- Druhá fáze (5 dní, tzv. „Teď tady velím já“) – hostující manželka mění pravidla a zkouší zavést vlastní režim
- Závěrečné setkání – po 10 dnech diskutují rodiny a hodnotí zkušenosti vzájemné výměny.[4]

## Natáčení
Obě rodiny jsou po dobu deseti dní pod dohledem kamer. U každé rodiny je přítomen režisér-kameraman, asistent produkce a režie a technik. Během prvního, pátého a desátého dne jsou kameramani dva. Natáčení začíná obvykle brzy ráno v době, kdy členové rodiny vstávají, a končí tehdy, kdy opět ulehají ke spánku. V noci štáb v domovech rodin není přítomen.

## Kontroverze
V srpnu roku 2020 se točil díl, během kterého do domu policisty ze Slavkova přicestovala žena z Olomouce, která byla Romka. I přes počáteční rozpaky a nedůvěru spolu dobře vycházeli. Režisér dílu, který chtěl pořad učinit atraktivnější, na muže tlačil, aby říkal rasistické narážky, když mu hrozil pokutou za ukončení natáčení. Muž následně něco na kameru prohlásil a následně měl obavy z trestního stíhání a propuštění ze zaměstnání. Volal i svému nadřízenému a ptal se, za jakých podmínek lze ukončit pracovní poměr. Následně muž nedaleko svého bydliště spáchal sebevraždu. Televize Nova epizodu neodvysílala.
V srpnu 2020 policie režiséra obvinila z přečinu vydírání, v březnu 2021 byl obviněn. V roce 2022 Okresní soud  Opavě režiséra osvobodil, odvolací Krajský soud v Ostravě ale verdikt zrušil. V dubnu 2025 soud v Opavě režiséra nepravomocně za vydírání odsoudil k dvacetiměsíčnímu podmíněný trest s dvouletou zkušební dobou.

## Koncepční proměna (2025)
V květnu 2025 oznámila TV Nova, že připravuje výrazné změny formátu pořadu. Nové epizody mají lépe odpovídat současným společenským hodnotám a posunout se od konceptu považovaného za zastaralý.
Televize připravuje „výraznější koncepční změny“, aby lépe odpovídala proměnám české společnosti. 
Zatím nejsou známy konkrétní detaily, vývoj nového přístupu bude postupně komunikován tvůrčím štábem.